# Xã Reis, Quận Polk, Minnesota
Xã Reis (tiếng Anh: Reis Township) là một xã thuộc quận Polk, tiểu bang Minnesota, Hoa Kỳ. Năm 2010, dân số của xã này là 79 người.